# Nacogdoches County
Das Nacogdoches County [ˌnækəˈdoʊtʃᵻs ˈkaʊnti] ist ein County im Bundesstaat Texas der Vereinigten Staaten. Das U.S. Census Bureau hat bei der Volkszählung 2020 eine Einwohnerzahl von 64.653 ermittelt. Der Sitz der County-Verwaltung (County Seat) befindet sich in Nacogdoches.

## Geographie
Das County liegt im Osten von Texas, etwa 100 km vor Louisiana, und hat eine Fläche von 2542 Quadratkilometern, wovon 90 Quadratkilometer Wasserfläche sind. Es grenzt im Uhrzeigersinn an folgende Countys: Rusk County, Shelby County, San Augustine County, Angelina County und Cherokee County.

## Geschichte
Nacogdoches County wurde am 17. März 1836 als Original-County gebildet. Die Verwaltungsorganisation wurde im folgenden Jahr abgeschlossen. Benannt wurde es nach den Nacogdoche-Indianern.

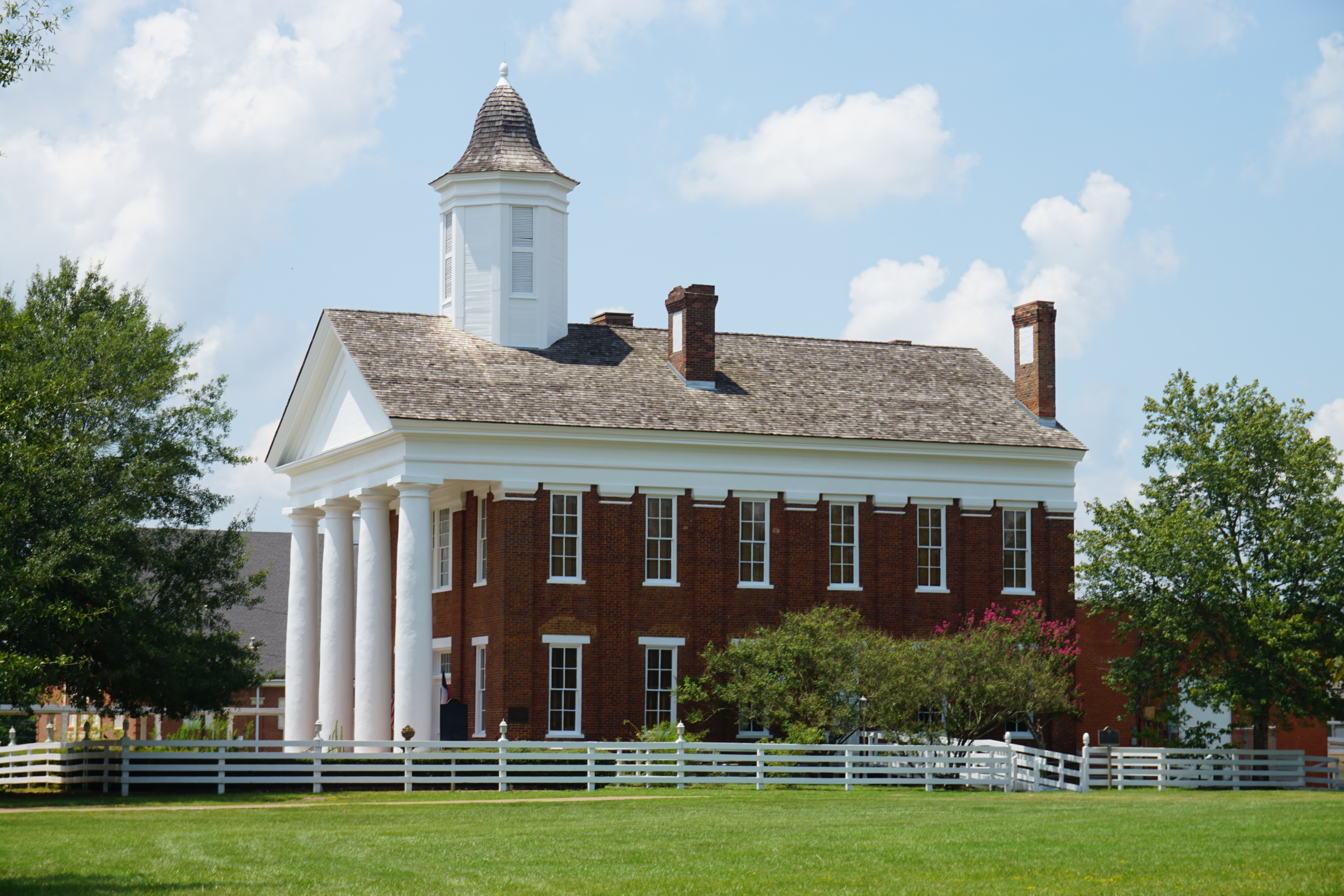
Old Nacogdoches University Building (2017)

24 Bauwerke, Stätten und Bezirke im County sind im National Register of Historic Places („Nationales Verzeichnis historischer Orte“; NRHP) eingetragen (Stand 28. November 2021), darunter das Hoya Land Office Building, das Old Nacogdoches University Building und das Tol Barret House.

## Demografische Daten

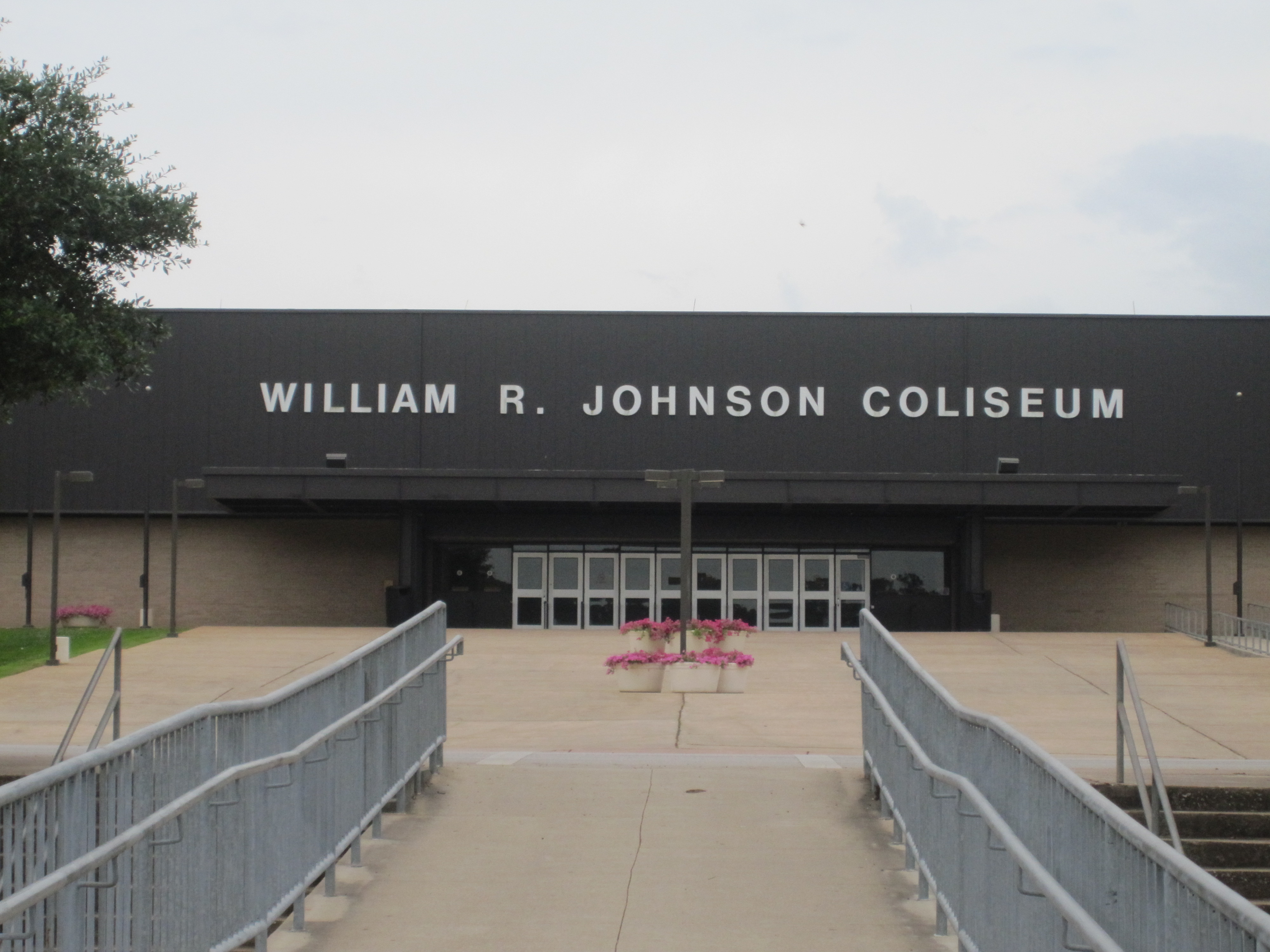
Das William R. Johnson Coliseum

Nach der Volkszählung im Jahr 2000 lebten im Nacogdoches County 59.203 Menschen in 22.006 Haushalten und 14.039 Familien. Die Bevölkerungsdichte betrug 24 Einwohner pro Quadratkilometer. Ethnisch betrachtet setzte sich die Bevölkerung zusammen aus 75,00 Prozent Weißen, 16,74 Prozent Afroamerikanern, 0,39 Prozent amerikanischen Ureinwohnern, 0,70 Prozent Asiaten, 0,07 Prozent Bewohnern aus dem pazifischen Inselraum und 5,70 Prozent aus anderen ethnischen Gruppen; 1,41 Prozent stammten von zwei oder mehr Ethnien ab. 11,25 Prozent der Einwohner waren spanischer oder lateinamerikanischer Abstammung.
Von den 22.006 Haushalten hatten 30,5 Prozent Kinder oder Jugendliche, die mit ihnen zusammen lebten. 48,3 Prozent waren verheiratete, zusammenlebende Paare 11,8 Prozent waren allein erziehende Mütter und 36,2 Prozent waren keine Familien. 27,6 Prozent waren Singlehaushalte und in 9,3 Prozent lebten Menschen im Alter von 65 Jahren oder darüber. Die durchschnittliche Haushaltsgröße betrug 2,49 und die durchschnittliche Familiengröße betrug 3,08 Personen.
24,0 Prozent der Bevölkerung war unter 18 Jahre alt, 20,0 Prozent zwischen 18 und 24, 24,7 Prozent zwischen 25 und 44, 19,2 Prozent zwischen 45 und 64 und 12,1 Prozent waren 65 Jahre alt oder älter. Das Medianalter betrug 30 Jahre. Auf 100 weibliche Personen kamen 93 männliche Personen und auf 100 Frauen im Alter von 18 Jahren oder darüber kamen 89 Männer.

Das jährliche Durchschnittseinkommen eines Haushalts betrug 28.301 US-Dollar, das Durchschnittseinkommen einer Familie betrug 38.347 USD. Männer hatten ein Durchschnittseinkommen von 29.502 USD, Frauen 21.422 USD. Das Prokopfeinkommen betrug 15.437 USD. 15,5 Prozent der Familien und 23,3 Prozent der Einwohner lebten unterhalb der Armutsgrenze.

## Orte
- Alazan
- Appleby
- Attoyac
- Bonita Junction
- Caro
- Central Heights
- Chireno
- Climax
- Cushing
- Douglass
- Etoile
- Fitze
- Fredonia Hill
- Garrison
- Lilbert
- Looneyville
- Mahl
- Martinsville
- Melrose
- Nacogdoches
- Nat
- Oak Flat
- Orton Hill
- Redfield
- Sacul
- Swift
- Trawick
- Woden